# MV Seabourn Ovation
El MV Seabourn Ovation es un crucero de lujo operado por Seabourn Cruise Line. El barco se ordenó en Fincantieri en diciembre de 2014. La construcción comenzó el 7 de junio de 2016. La quilla se colocó el 2 de diciembre de 2016 en Sestri Ponente (Génova). Es un barco gemelo del MV Seabourn Encore.
El Seabourn Ovation fue entregado oficialmente a su propietario el 27 de abril de 2018. Después de zarpar de Génova, fue bautizado el 11 de mayo en el puerto de La Valeta, Malta. El barco pasará su temporada inaugural en Europa.
El barco es el quinto que se entrega a sus propietarios en la última década. Tiene 300 suites, cada una con balcón. A bordo del barco se exhiben más de 1600 obras de arte de 120 artistas.